# Damias pseudogelida
Damias pseudogelida är en fjärilsart som beskrevs av Rothschild 1912. Damias pseudogelida ingår i släktet Damias och familjen björnspinnare. Inga underarter finns listade i Catalogue of Life.